# Чиавулі-Так (Аризона)
Чиавулі-Так (англ. Chiawuli Tak) — переписна місцевість (CDP) в США, в окрузі Піма штату Аризона. Населення — 48 осіб (2020).

## Географія
Чиавулі-Так розташоване за координатами 31°56′27″ пн. ш. 111°46′35″ зх. д. / 31.94083° пн. ш. 111.77639° зх. д. (31.940954, -111.776473). За даними Бюро перепису населення США в 2010 році переписна місцевість мала площу 6,31 км², уся площа — суходіл.

## Демографія
Згідно з переписом 2010 року, у переписній місцевості мешкало 78 осіб у 19 домогосподарствах у складі 18 родин. Густота населення становила 12 особи/км². Було 21 помешкання (3/км²).
Расовий склад населення:
| - 100,0 % — корінних американців |

До двох чи більше рас належало 0,0 %. Частка іспаномовних становила 2,6 % від усіх жителів.
За віковим діапазоном населення розподілялося таким чином: 38,5 % — особи молодші 18 років, 53,8 % — особи у віці 18—64 років, 7,7 % — особи у віці 65 років та старші. Медіана віку мешканця становила 25,5 року. На 100 осіб жіночої статі у переписній місцевості припадало 105,3 чоловіків; на 100 жінок у віці від 18 років та старших — 92,0 чоловіків також старших 18 років.
Цивільне працевлаштоване населення становило 21 осіб. Основні галузі зайнятості: публічна адміністрація — 100,0 %.